# David Helldén

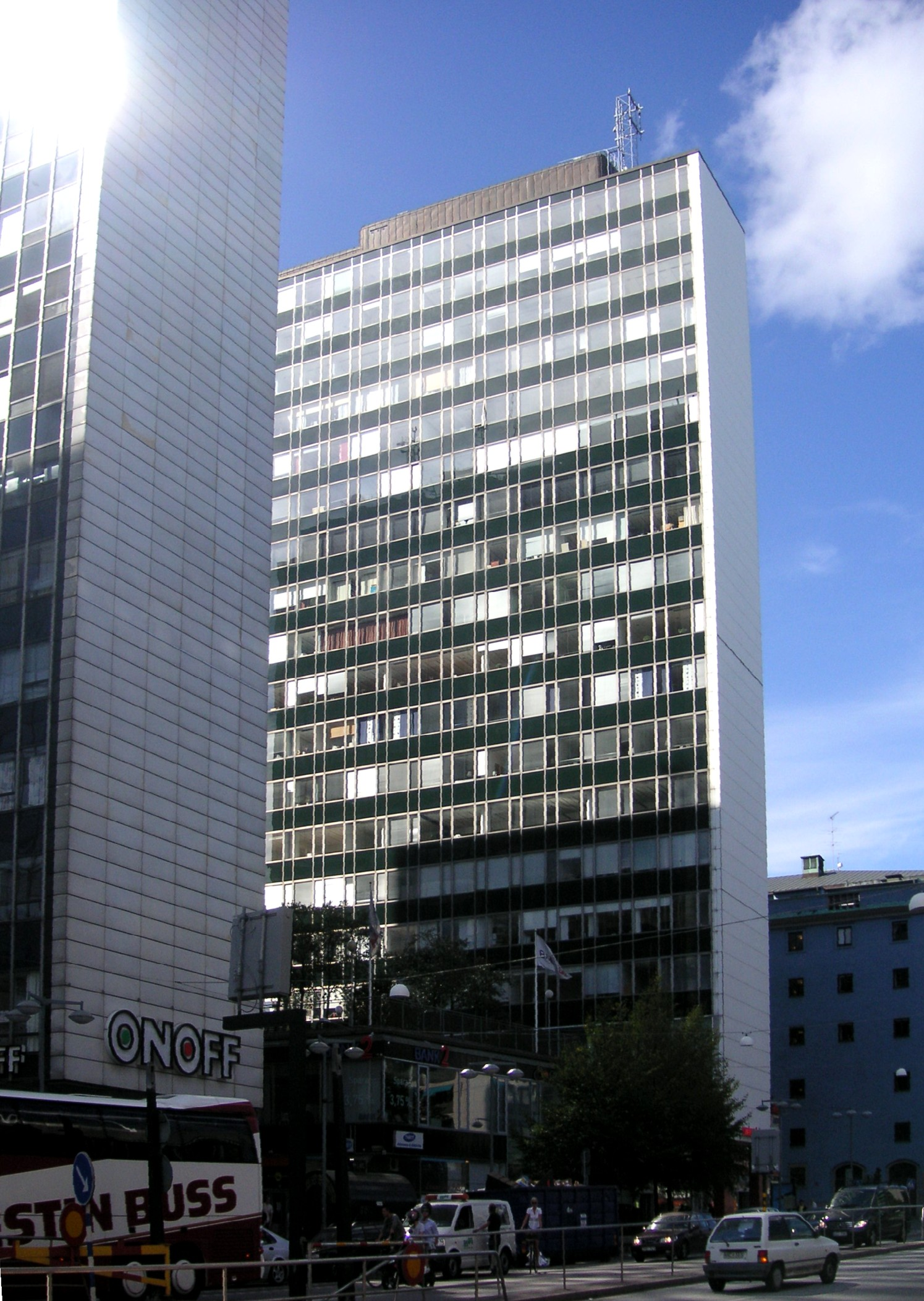
Cityhochhaus Nr. 1 in Stockholm

David Helldén (* 17. Januar 1905; † 1990) war ein schwedischer Architekt, der hauptsächlich für die Teilnahme an der Neugestaltung der Stockholmer City bekannt wurde.
David Helldén legte 1927 sein Architektexamen an der Königlich Technischen Hochschule in Stockholm ab und bildete sich dann von 1929 bis 1930 an der Königlichen Kunsthochschule weiter. 1927–1935 war er bei dem renommierten Architekten Erik Lallerstedt angestellt und etablierte danach sein eigenes Architekturbüro. 1933–1944 arbeitete er zusammen mit Lallertstedt und Sigurd Lewerentz mit der Planung des neuen Musiktheaters Malmö (heute Malmö Opera och Musikteater).
1946 wurde er vom Stadtbauamt in Stockholm engagiert, um bei der Planung der Neugestaltung der Stockholmer City (Norrmalmsregleringen) mitzuwirken. Der neue Cityplan, der 1953 beschlossen wurde, sah u. a. fünf Hochhäuser vor, die nördlich des Sergels Torg angeordnet werden sollten. Man begann mit Hochhaus Nr. 1, das direkt neben dem Konzerthaus liegt. Dieses Gebäude wurde von David Helldén entworfen und war 1960 fertig, ebenfalls von ihm stammte die Markthalle Hötorgshallen und das Sergeltheater (1955–60) sowie der Sergels Torg.